# 山子腳 (臺南市柳營區)
山子腳，原寫為山仔腳，是臺灣臺南市柳營區的一個傳統地域名稱，位於該區北部凸出部分的東側。相較於今日行政區，其範圍大致包括旭山里北部凸出部分、大農里東南端。
本地區境內主要聚落為山仔腳，在南部近邊界地帶設有新山國小。

## 歷史
台灣日治初期，山子腳地區為一街庄，稱為「山仔腳庄」（舊制街庄），隸屬於果毅後堡。該庄昔日北與吉貝耍庄為鄰，東北與大客庄為鄰，東與番仔嶺庄、二重溪庄為鄰，南邊為果毅後庄，西邊為大腳腿庄、小腳腿庄。
1901年（日治明治三十四年）11月11日，全台廢縣廳改設二十廳，該庄隸屬於鹽水港廳。1904年（明治三十七年）4月1日，該庄編入「果毅後區」，隸屬於鹽水港廳。1906年（明治三十九年）4月1日，鹽水港廳內管轄區域調整，該庄仍隸屬於「果毅後區」。1909年（明治四十二年）10月25日，全台合併二十廳為十二廳，果毅後區改隸屬於嘉義廳。1920年（大正九年）10月1日，全台地方制度大改正，廢十二廳改設五州二廳，該庄改制並雅化為「山子腳」大字，隸屬於臺南州新營郡柳營庄（新制街庄）。
戰後柳營庄改制為柳營鄉，隸屬於臺南縣，大字亦改制為村。1950年10月25日，雲、嘉、南分治，柳營鄉仍隸屬於臺南縣。2010年12月25日，臺南縣、市合併為直轄臺南市，柳營鄉改制為柳營區，村亦改制為里。

## 聚落
本地區發展較早的聚落為山仔腳，在日治期初期的官方地圖上已有記載。

## 交通
國道3號又稱「福爾摩沙高速公路」，是貫穿臺灣西部的兩條縱向高速公路之一，經過本地區，並在區道南316線交會口設有柳營交流道。由此可快速前往國道3號沿線各地。
市道165號是後庄至官田的道路，經過本地區主聚落西側。由該道路北行可前往東山區、白河區、嘉義縣水上鄉東部、中埔鄉西部下六地區的後庄，並止於省道台18線路口；南行可前往六甲區、官田區，並止於省道台1線路口。
區道南106線是新吉庄至牛稠仔的道路，經過本地區東南部邊界地帶。
區道南106-2線是山仔腳至新吉莊的道路，其西北側端點（起點）位於本地區主聚落西側的市道165號路口。
區道南108線是橋南至太農的道路，其東側端點（終點）位於本地區西部邊界略偏北側的市道165號路口。
區道南108-1線是五軍營至吉貝耍的道路，其東側端點（終點）位於本地區西部邊界北側的市道165號路口。
區道南316線是八老爺至新吉莊的道路，其東側端點（終點）位於本地區西南部的市道165號路口，向西北會經過國道3號柳營交流道。

## 學校
- 新山國小